# 奥廷 (华盛顿州)
奥廷（英語：Orting）是美国华盛顿州皮尔斯县下属的一座城市。根据2000年美国人口普查，该市有人口3,760人。根据2010年美国人口普查，该市有人口6,746人。而2011年估计该市有6,823人。